# Aero A.23
1925 entstand die Aero A.23 als achtsitziger Doppeldecker. Die tschechische Firma Aero ließ dabei erste positive Erfahrungen und Entwicklungen aus dem militärischen Flugzeugbau in die Konstruktion einfließen.

## Aufbau

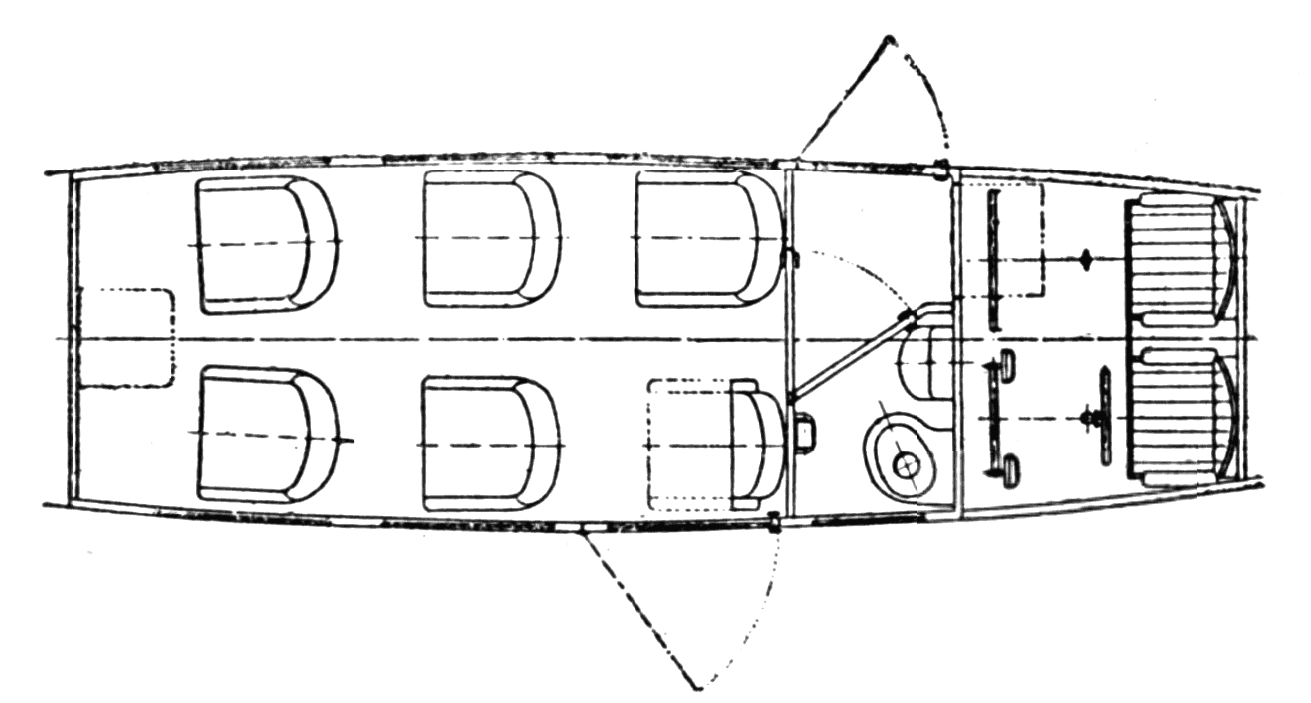
Anordnung des offenen Cockpits hinter der Passagierkabine

Der Aufbau der Maschine war konventionell aus Holz. Die Tragflächen, das Heck sowie das Leitwerk waren stoffbespannt. Im Rumpf der Maschine befanden sich eine Kabine für sechs Passagiere, eine Toilette und ein Gepäckabteil. Der Kapitän und Kopilot (oder ein weiterer, siebter Passagier) saßen hinter dem Fluggastabteil in einem offenen Cockpit über dem Gepäckraum. Als Antrieb diente ein bei der Firma Walter in Lizenz produzierter Bristol-Jupiter-Sternmotor.

## Einsatz
Die ČSA setzte ab 1926 sieben Maschinen auf den Routen Prag–Marienbad und Prag–Uzhorod ein. Die letzten Maschinen wurden Ende der 1930er-Jahre aus dem Dienst genommen.

## Technische Daten

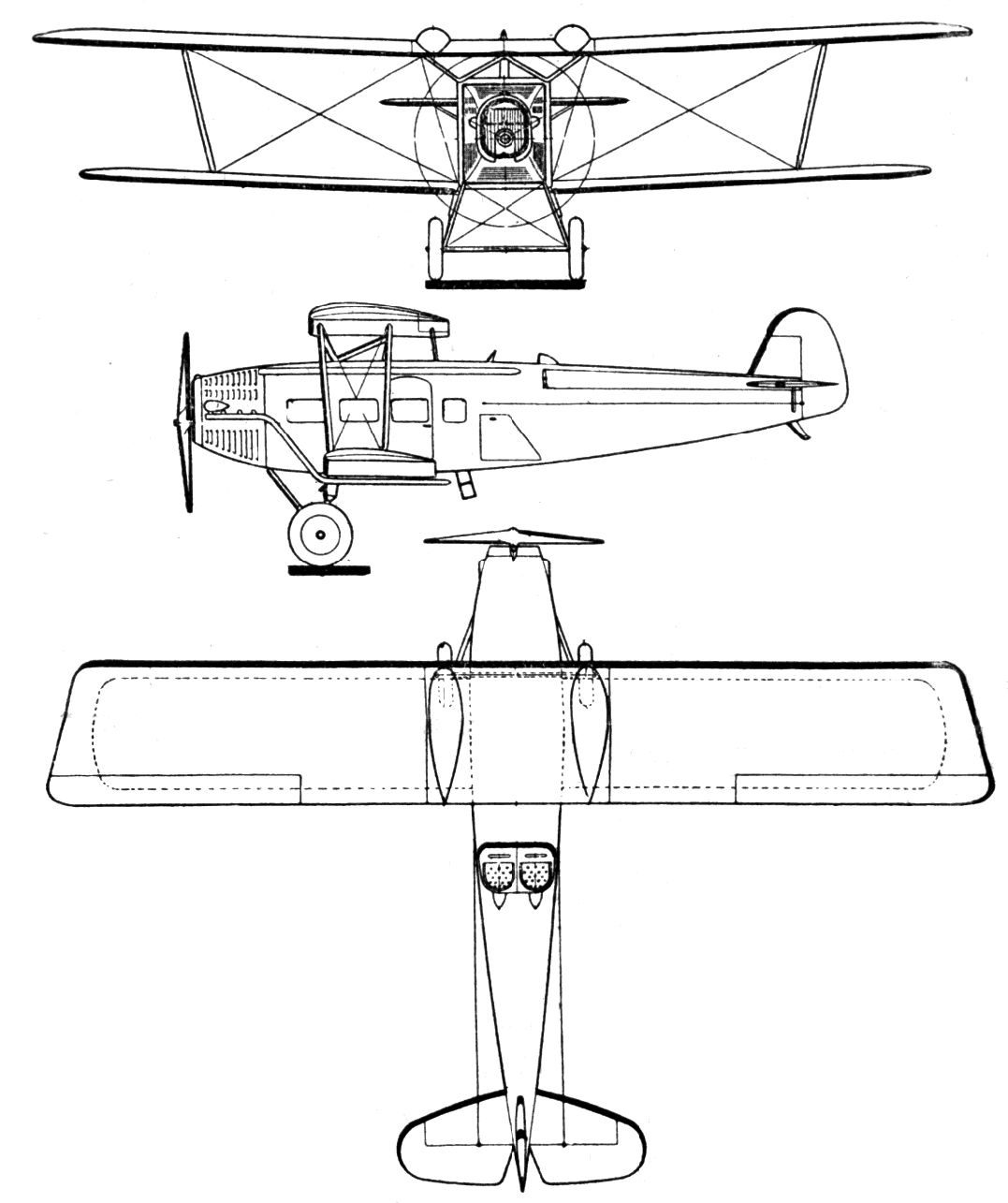
Dreiseitenriss mit Lorraine-Dietrich-12C-Motor

| Kenngröße             | Daten                                                       |
| --------------------- | ----------------------------------------------------------- |
| Besatzung             | 2                                                           |
| Passagiere            | 6                                                           |
| Länge                 | 12,22 m                                                     |
| Spannweite            | 16,75 m                                                     |
| Flügelfläche          | 67,25 m²                                                    |
| Flächenbelastung      | 47,1 kg/m²                                                  |
| Leermasse             | 1885 kg                                                     |
| Startmasse            | 3200 kg                                                     |
| Höchstgeschwindigkeit | 185 km/h                                                    |
| Reisegeschwindigkeit  | 160 km/h                                                    |
| Dienstgipfelhöhe      | 4000 m                                                      |
| Reichweite            | 1100 km                                                     |
| Flugdauer             | 5 h                                                         |
| Triebwerk             | 9-Zylinder-Sternmotor Walter Jupiter IV mit 420 PS (309 kW) |